# جبراني
جبراني (بالفارسية: جبرانی) هي قرية تقع في Howmeh Rural District في إيران. يقدر عدد سكانها بـ 289 نسمة بحسب إحصاء 2016.